# 穆罕默德·狄布
穆罕默德·狄布（阿拉伯语：‎，1920年7月21日—2003年5月2日），阿尔及利亚法语作家、诗人，生于阿尔及利亚特莱姆森，在阿尔及利亚时曾从事教师、会计、记者等职业。穆罕默德·狄布曾加入阿尔及利亚共产党。1959年移居法国。1976-1977年，穆罕默德·狄布曾在加州大学洛杉矶分校（UCLA）任教。2003年5月2日，穆罕默德·狄布病逝于法国。